# Incidente de vômito de George H. W. Bush

Frame do vídeo da CNN mostrando o presidente George H. W. Bush vomitando no primeiro-ministro Kiichi Miyazawa

Em 8 de janeiro de 1992, às 20:20 horário do Japão, durante um banquete hospedado pelo primeiro ministro do Japão Kiichi Miyazawa, o então presidente dos Estados Unidos George H. W. Bush desmaiou ao vomitar no colo de Miyazawa. A causa foi atribuída a um caso agudo de gastroenterite, e o incidente teve ampla repercussão.

## História
Bush viajara ao Japão para discutir o comércio entre os dois países após o fim da guerra fria. Durante o jantar, subitamente Bush desmaia e vomita no colo do primeiro ministro japonês. Uma pessoa presente informara um repórter da CNN que Bush havia morrido, informação que quase foi transmitida pela emissora sem antes ser verificada. O incidente teve ampla repercussão. No Japão, durante anos o incidente foi lembrado, inclusive dando origem à expressão Busshu-suru (ブッシュする), do japonês, "dar uma de Bush".

## Na cultura popular
- No décimo terceiro episódio da sétima temporada da série animada de televisão americana Os Simpsons, chamado Two Bad Neighbors, o incidente é mencionado.[9]